# Waldbröl
Waldbröl è una città di 19 618 abitanti della Renania Settentrionale-Vestfalia, in Germania.
Appartiene al circondario di Oberberg (targa GM).